# Jung Jae-il
Jung Jae-il (Hangul: 정재일; 7 de maio de 1982, Seoul) é um compositor musical sul-coreano. Ele compôs as trilhas sonoras dos filmes premiados, Okja e Parasita, ambos dirigidos por Bong Joon-ho, bem como a trilha sonora da série de televisão Squid Game, na qual foi indicado a categoria de Melhor Tema Musical Original no 74º Primetime Creative Arts Emmy Awards. Compôs também, a música do filme Beurokeo. Além disso, também está previsto que seja o responsável pela trilha do próximo longa-metragem de ficção científica escrito e dirigido por Joon-ho, Mickey 17, a ser lançado em 2024.

## Biografia
Tinha três anos quando sentou em um piano pela primeira vez, tocou violão aos nove e, aos 13 anos, postou um anúncio em uma revista de música chamada 'Hot music' "para encontrar bumbos e vocais para fazer um estilo de música semelhante à banda britânica de heavy metal Carcass." Ele se formou na Seoul Jazz Academy. Estreou como baixista nos shows da banda (dos quais Jung wonyoung, o vocalista Lee Juck e o guitarrista Han sangwon também fizeram parte) em novembro de 1999. Lançou seu primeiro álbum solo "tear flower" em 2003.Também foi membro da banda Puri em seu segundo álbum em 2007. Foi servir o exército quando tinha 30 anos (por volta de 2012 ou 2013). Em abril de 2018 tocou piano na cúpula inter-coreana. Em 2021, ele venceu o Hollywood Music in Media Awards (HMMA)de 2021 por suas composição a a série de televisão Squid Game.

## Composições

### No Cinema
| Ano  | Título em Inglês                      | Diretor           | Estúdio/Editora                                            |
| ---- | ------------------------------------- | ----------------- | ---------------------------------------------------------- |
| 1997 | Bad Movie                             | Jang Sun-woo      | Miracin Korea Film Company                                 |
| 2001 | Flower Island                         | Song Il-gon       | C&Film Production                                          |
| 2002 | Resurrection of the Little Match Girl | Jang Sun-woo      | Kihwik Cine                                                |
| 2003 | Wonderful days                        | Kim Moon-saeng    | Palisades Tartan                                           |
| 2004 | Temptation of Wolves                  | Kim Tae-kyun      | Showbox                                                    |
| 2007 | Venus and Mars                        | Han Ji seung      | Cinema Service                                             |
| 2009 | Marine Boy                            | Yoon Jong-seok    | CJ Entertainment                                           |
| 2009 | Baram(Wish)                           | Lee sung han      | Sidus F&H                                                  |
| 2014 | Sea Fog                               | Shim Sung-bo      | Next Entertainment World                                   |
| 2017 | Okja                                  | Bong Joon-ho      | Netflix (Mundo), Next Entertainment World ( Coreia do Sul) |
| 2019 | Parasita                              | Bong Joon-ho      | Barunson E&A                                               |
| 2022 | Broker                                | Hirokazu Kore-eda | CJ Entertainment                                           |
| 2025 | Twinless                              | James Sweeney     | Republic Pictures                                          |
| 2025 | Mickey 17                             | Bong Joon-ho      | Warner Bros.                                               |

### Na Televisão
| Ano  | Título em Inglês | Diretor         | Estúdio/Editora |
| ---- | ---------------- | --------------- | --------------- |
| 2021 | Squid Game       | Hwang Dong-hyuk | Netflix         |

## Prêmios e Indicações
| Prêmio                              | Ano  | Categoria                                                                   | Indicação                                      | Resultado | Ref.   |
| ----------------------------------- | ---- | --------------------------------------------------------------------------- | ---------------------------------------------- | --------- | ------ |
| Baeksang Arts Awards                | 2022 | Prêmio Têcnico (Musica)                                                     | Squid Game                                     | Venceu    | [ 18 ] |
| Buil Film Awards                    | 2019 | Melhor Trilha Sonora                                                        | Parasite                                       | Venceu    | [ 19 ] |
| Grand Bell Awards                   | 2020 | Melhor Trilha Sonora                                                        | Parasite                                       | Venceu    | [ 20 ] |
| Hollywood Music in Media Awards     | 2021 | Melhor Trilha Sonora Original para Programa de TV ou Série Limitada         | Squid Game                                     | Venceu    | [ 21 ] |
| Hollywood Music in Media Awards     | 2021 | Melhor tema de título principal para um programa de TV (língua estrangeira) | Squid Game                                     | Indicado  | [ 22 ] |
| Korean Music Awards                 | 2004 | Melhor Artista Revelação                                                    | Jung Jae-il                                    | Venceu    | [ 23 ] |
| Korean Music Awards                 | 2004 | Canção do Ano                                                               | "Tear Flower"                                  | Indicado  | [ 24 ] |
| Korean Music Awards                 | 2010 | Best Jazz & Crossover Performance                                           | The Methodologies(com Kim Chaek)               | Venceu    | [ 25 ] |
| Korean Music Awards                 | 2010 | Melhor Álbum de Jazz                                                        | The Methodologies(com Kim Chaek)               | Indicado  | [ 26 ] |
| Korean Music Awards                 | 2015 | Melhor Álbum de Crossover                                                   | bari, abandoned(com Han Seung-seok)            | Venceu    | [ 27 ] |
| Korean Music Awards                 | 2018 | Melhor Álbum de Crossover                                                   | And There, The Sea At Last(com Han Seung-seok) | Venceu    | [ 27 ] |
| Primetime Creative Arts Emmy Awards | 2022 | Melhor Tema Musical Original                                                | Squid Game                                     | Indicado  | [ 28 ] |

## Ligações Externas
- Artigo na namuwiki sobre Jung Jae-Il (em coreano)
- Canal no Youtube de Jung Jae-Il's